# Кулумбаєв Аблі
Аблі Кулумбаєв (1905, село Куланак Пржевальського повіту Семиріченської області, тепер Наринського району Наринської області, Киргизстан — 12 травня 1975, тепер Киргизстан) — радянський киргизький державний діяч, голова виконавчого комітету Тянь-Шаньської обласної ради Киргизької РСР. Депутат Верховної ради Киргизької РСР. Депутат Верховної ради СРСР 4-го скликання.

## Життєпис
Народився в родині селянина-бідняка. У ранньому дитинстві втратив батьків, разом із братом працював у своєму селянському господарстві та навчався в сільській школі. З 1921 по 1925 рік працював пастухом у бая. Обирався секретарем Куртка-Терекського волосного комітету ВЛКСМ.
З 1925 року навчався на робітничому факультеті при Середньоазіатському державному університеті в Ташкенті.
Член ВКП(б) з 1929 року.
Після закінчення робітфаку поступив на перший курс Середньоазіатського державного університету, але був у 1931 році відкликаний на партійну роботу і висунутий секретарем партійного бюро та, одночасно, викладачем Киргизької партійної і радянської школи.
У 1931—1935 роках — завідувач відділу культури і пропаганди Аламединського районного комітету ВКП(б).
У 1935—1937 роках — 1-й секретар Баткенського районного комітету ВКП(б) (КП(б) Киргизії).
У 1937—1939 роках — 1-й секретар Ленінського районного комітету КП(б) Киргизії.
У 1939—1944 роках — завідувач Тянь-Шаньського обласного відділу народної освіти; голова виконавчого комітету Наринської районної ради депутатів трудящих Тянь-Шаньської області.
У 1944—1947 роках — 1-й секретар Атбашинського районного комітету КП(б) Киргизії Тянь-Шаньської області.
У 1947—1949 роках — 2-й секретар Тянь-Шаньського обласного комітету КП(б) Киргизії.
У 1949—1953 роках — 1-й заступник міністра сільського господарства Киргизької РСР.
У 1953 році закінчив річні курси перепідготовки партійних працівників при ЦК КПРС.
У 1953—1957 роках — голова виконавчого комітету Тянь-Шаньської обласної ради депутатів трудящих.
У 1957—1969 роках — начальник Управління хлібопродуктів Киргизької РСР; 1-й заступник міністра заготівель Киргизької РСР; начальник Головного Управління хлібопродуктів та комбікормової промисловості Ради міністрів Киргизької РСР.
З 1969 року — на пенсії.
Помер 12 травня 1975 року.

## Нагороди
- два ордени Трудового Червоного Прапора
- два ордени Червоної Зірки
- медаль «За доблесну працю у Великій Вітчизняній війні 1941—1945 рр.»
- медаль «За трудову доблесть»
- медалі
- Почесні грамоти Президії Верховної ради Киргизької РСР